# Norwegia na Letnich Igrzyskach Olimpijskich 1968
Norwegię na Letnich Igrzyskach Olimpijskich 1968 w Meksyku reprezentowało 46 zawodników: 38 mężczyzn i 8 kobiet. Był to 14. start reprezentacji Norwegii na letnich igrzyskach olimpijskich.
Najmłodszym norweskim zawodnikiem na tych igrzyskach była 15-letnia gimnastyczka, Helga Braathen, natomiast najstarszym 43-letni żeglarz, Jan-Erik Aarberg. Chorążym reprezentacji podczas ceremonii otwarcia był lekkoatleta, Berit Berthelsen.

## Zdobyte medale
| Medal    | Zawodnik                                            | Dyscyplina    | Konkurencja | Data            |
| -------- | --------------------------------------------------- | ------------- | ----------- | --------------- |
| · Złoto  | Egil Søby Steinar Amundsen Tore Berger Jan Johansen | · Kajakarstwo | K4 1000 m   | 25 października |
| · Srebro | Peder Lunde Per-Olav Wiken                          | · Żeglarstwo  | Klasa Star  | 21 października |